# Ковдозеро (озеро, Ледмозерское сельское поселение)
Ковдозеро — озеро на территории Ледмозерского сельского поселения Муезерского района Республики Карелии.

## Общие сведения
Площадь озера — 4,4 км², площадь водосборного бассейна — 26,9 км². Располагается на высоте 162,2 метров над уровнем моря.
Форма озера лопастная, продолговатая: оно вытянуто с северо-запада на юго-восток. Берега каменисто-песчаные, местами заболоченные.
С северо-восточной стороны озера вытекает река Ковдооя, впадающая в Ледмозеро, через которое протекает река Няугу. Последняя впадает в реку Чирко-Кемь.
В озере не менее десятка безымянных островов различной площади, однако их количество может варьироваться в зависимости от уровня воды.
Вдоль северного берега озера проходит автодорога местного значения.
Код объекта в государственном водном реестре — 02020000911102000005407.